# President de la Junta d'Andalusia
El President de la Junta d'Andalusia és el cap de govern de la Junta d'Andalusia, i és escollit pel Parlament d'Andalusia entre els seus membres després d'haver sigut proposat pel president del parlament i els portaveus dels grups polítics.

## Funcions
El President de la Junta d'Andalusia té les següents funcions:
- Direcció i coordinació de l'activitat del Consell de Govern
- Coordinació de l'administració
- Designa i lleva consellers
- Representació de la Comunitat Autònoma

## Llista de Presidents de la Junta
Des de les primeres eleccions autonòmiques de 1978 han ocupat el càrrec:
| No. | Nom                                    | Inici                 | Fi                    | Partit |
| --- | -------------------------------------- | --------------------- | --------------------- | ------ |
| 1.  | Plácido Fernández Viagas               | 27 de maig de 1978    | 2 de juny de 1979     | PSOE   |
| 2.  | Rafael Escuredo                        | 2 de juny de 1979     | 8 de març de 1984     | PSOE   |
| 3.  | José Rodríguez de la Borbolla          | 8 de març de 1984     | 27 de juliol de 1990  | PSOE   |
| 4.  | Manuel Chaves González                 | 27 de juliol de 1990  | 7 d'abril de 2009     | PSOE   |
| 5.  | Gaspar Carlos Zarrías Arévalo (Interí) | 7 d'abril de 2009     | 23 d'abril de 2009    | PSOE   |
| 6.  | José Antonio Griñán Martínez           | 23 d'abril de 2009    | 5 de setembre de 2013 | PSOE   |
| 7.  | Susana Díaz Pacheco                    | 5 de setembre de 2013 | 16 de gener de 2019   | PSOE   |
| 8.  | Juan Manuel Moreno Bonilla             | 16 de gener de 2019   | actualitat            | PP     |